# Campanile (Velence)
A Campanile (olaszul: Campanile di San Marco, velenceiül Canpanièl de San Marcó, azaz „Szt. Márk harangtornya”) az olaszországi velencei Szent Márk-székesegyház különálló harangtornya a Szent Márk téren.

## Leírás
Magassága csaknem 100 méter, oldalait féloszlopoknak tűnő kiemelkedések tagolják. A fehér kővel borított harangkamra minden oldalán négy-négy ablakot alakítottak ki. Fölötte négyzet alaprajzú dobon álló piramis alkotja a torony tetejét, amelynek csúcsára Gábriel arkangyal szobrát helyezték el.

## Történet
A ma látható torony helyén állt Velence legrégebbi, római kori alapokra emelt harangtornya, amelyet Pietro Tribuno dózse idejében kezdtek el építeni. A harangtornyot ekkor még őrtoronynak is használták, és közvetlenül a víz mellett helyezkedett el. Ekkor a mai Piazzetta, (a Libreria és a Dózse-palota közötti terület) egy kis öböl volt és egyfajta belső kikötőként funkcionált. A tornyot a 12. század második felében újjáépítették, ekkor két oldala összeépült a mai Libreria és az Új Prokuráciák helyén álló épületekkel. A torony a következő évszázadok alatt a földrengésektől és viharoktól súlyos károkat szenvedett, ezért 1511 és 1514 között Giorgio Spavento tervei alapján Bartolomeo Bon vezetése alatt újjáépítették. Ezután majdnem négyszáz éven keresztül nem végeztek rajta komolyabb átalakításokat. A későbbi földrengések, viharok, valamint a nem tökéletes kivitelezés miatt a torony 1902. július 14-én összeomlott. A katasztrófának voltak előjelei, így nem járt halálos áldozatokkal. Mivel a torony nem dőlt rá a mellette álló épületekre, így a lábánál álló Loggettán kívül, amely darabokra tört a törmelék súlya alatt, más anyagi kár nem keletkezett. A városi tanács úgy döntött, hogy a tornyot újra felépítik „com'era dov'era” (ahogy volt, ahol volt). A munkálatokkal, amelyeket Luca Beltrami és Gaetano Moretti felügyelt 1912-ben végeztek, ünnepélyes felavatására április 25-én, Szent Márk napján került sor.

## Galéria

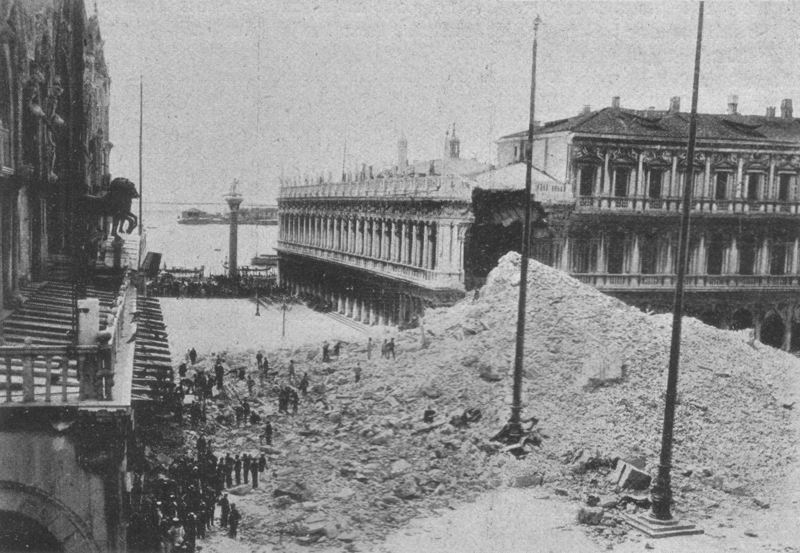
Az összeomlott torony romjai egy 1902-es fényképen
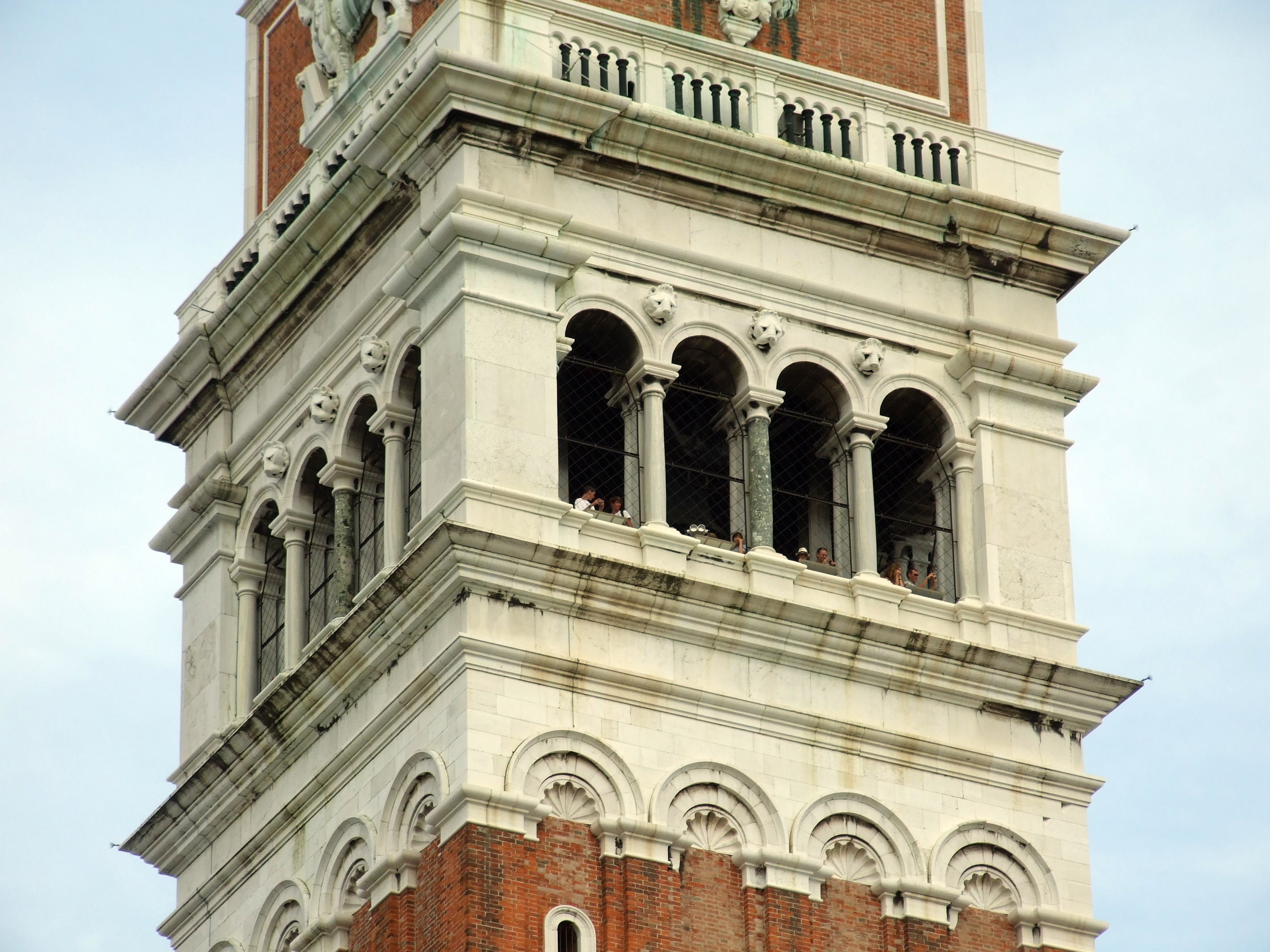
A harangkamra
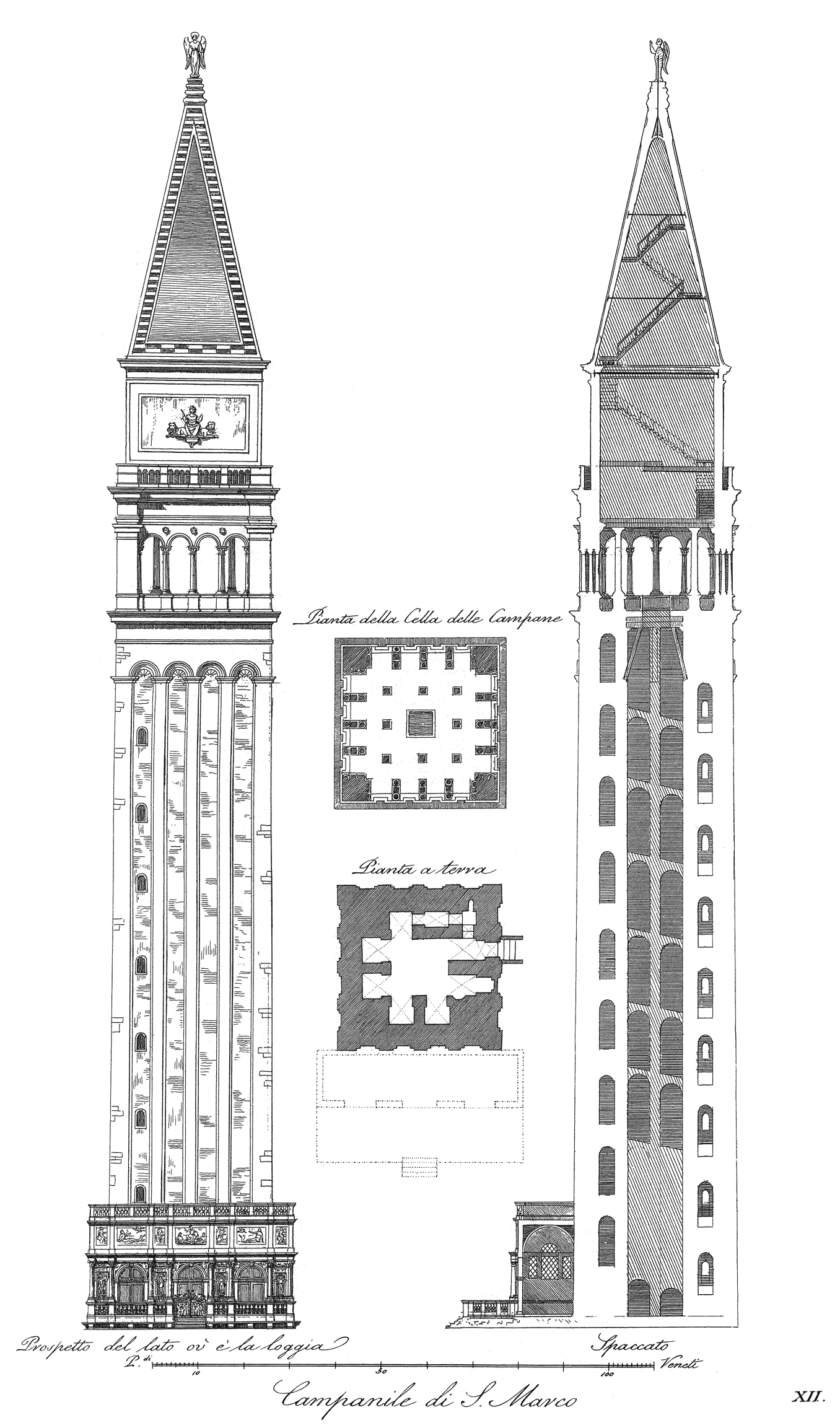
A harangtorony metszete